# Szymon Fedorońko

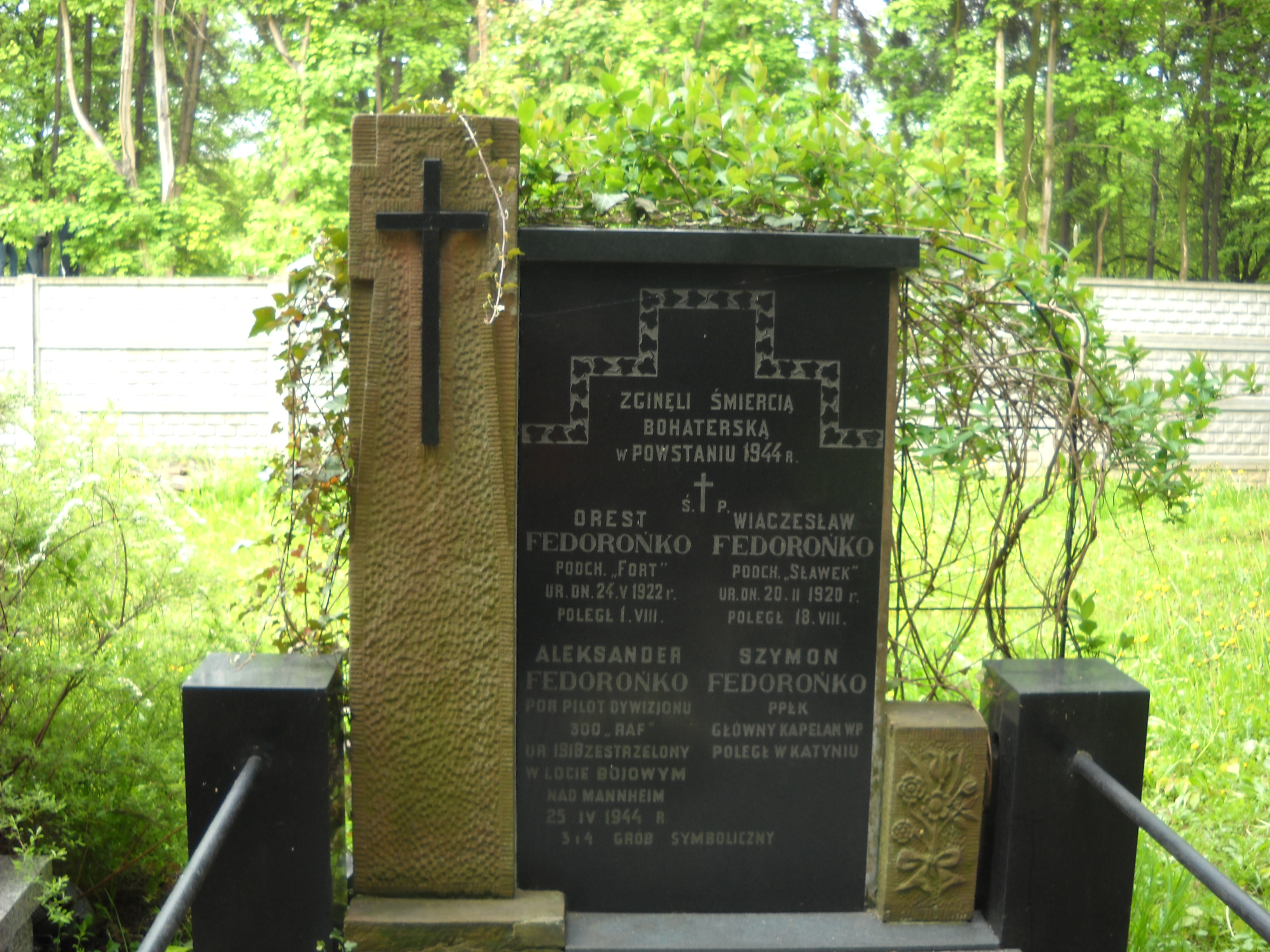
Symboliczny grób rodziny Fedorońków

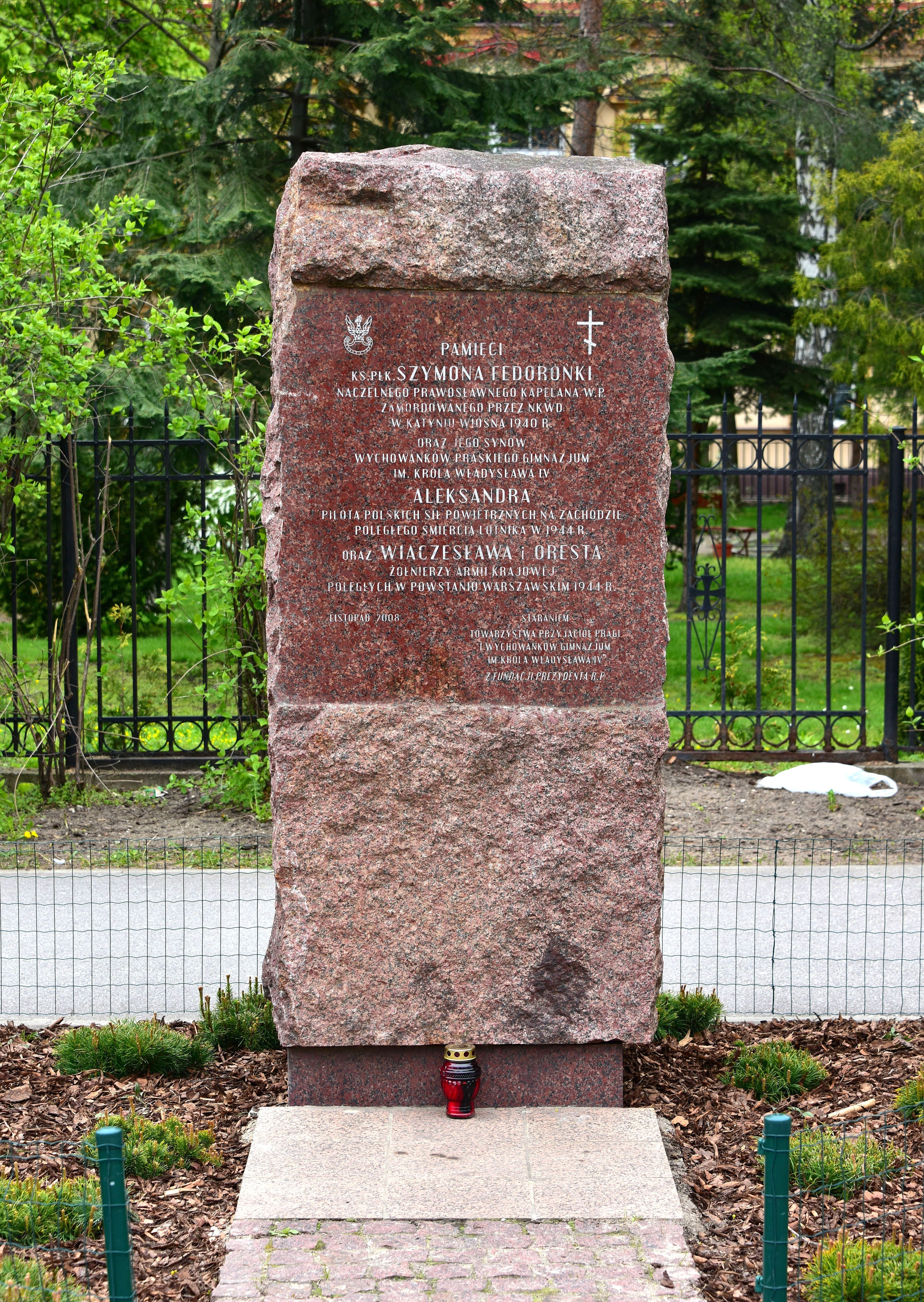
Kamień upamiętniający Szymona Fedorońkę i jego synów Aleksandra, Wiaczesława i Oresta w al. „Solidarności” w Warszawie, w pobliżu soboru metropolitalnego Świętej Równej Apostołom Marii Magdaleny

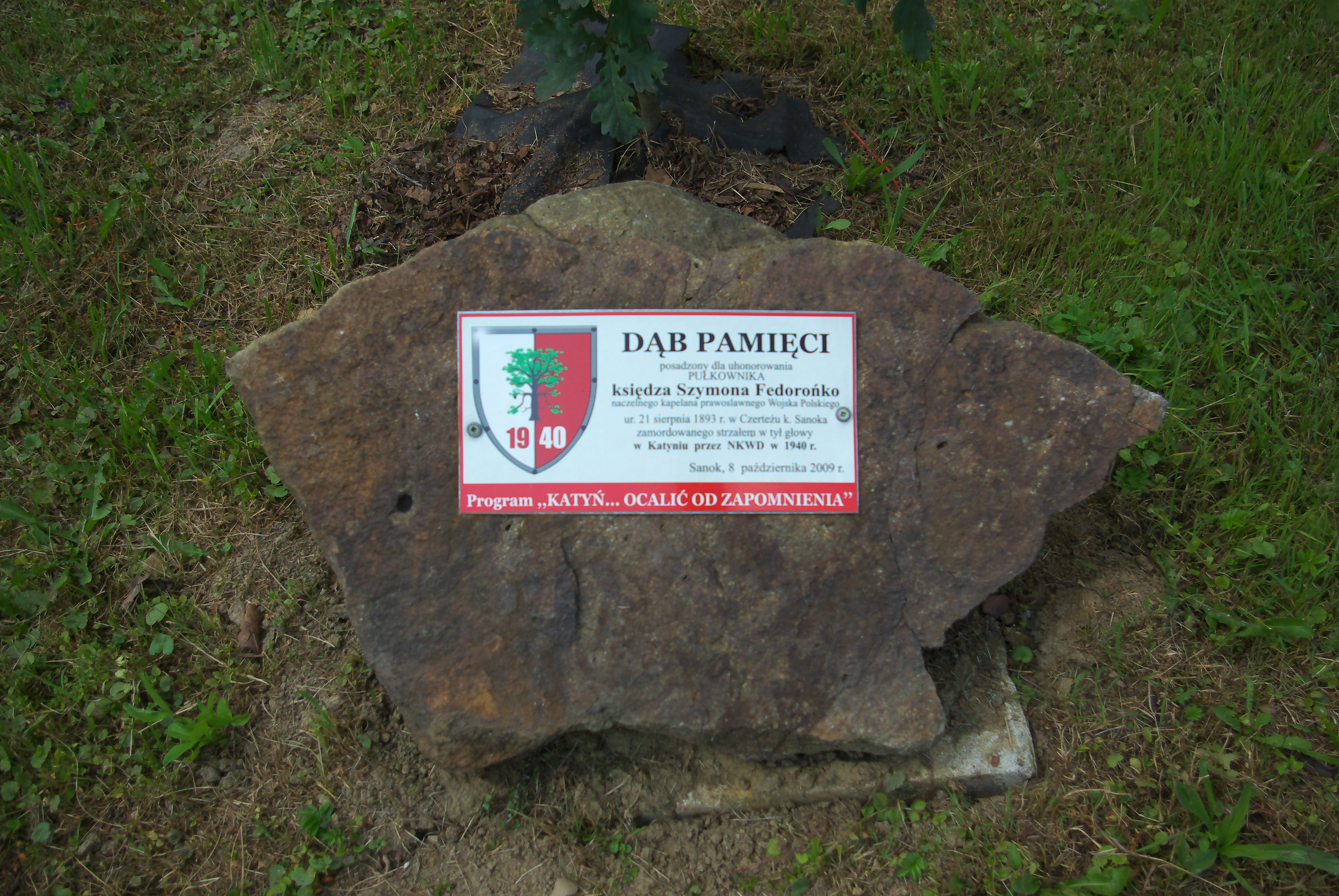
Dąb Pamięci Szymona Fedorońki na cmentarzu w Sanoku

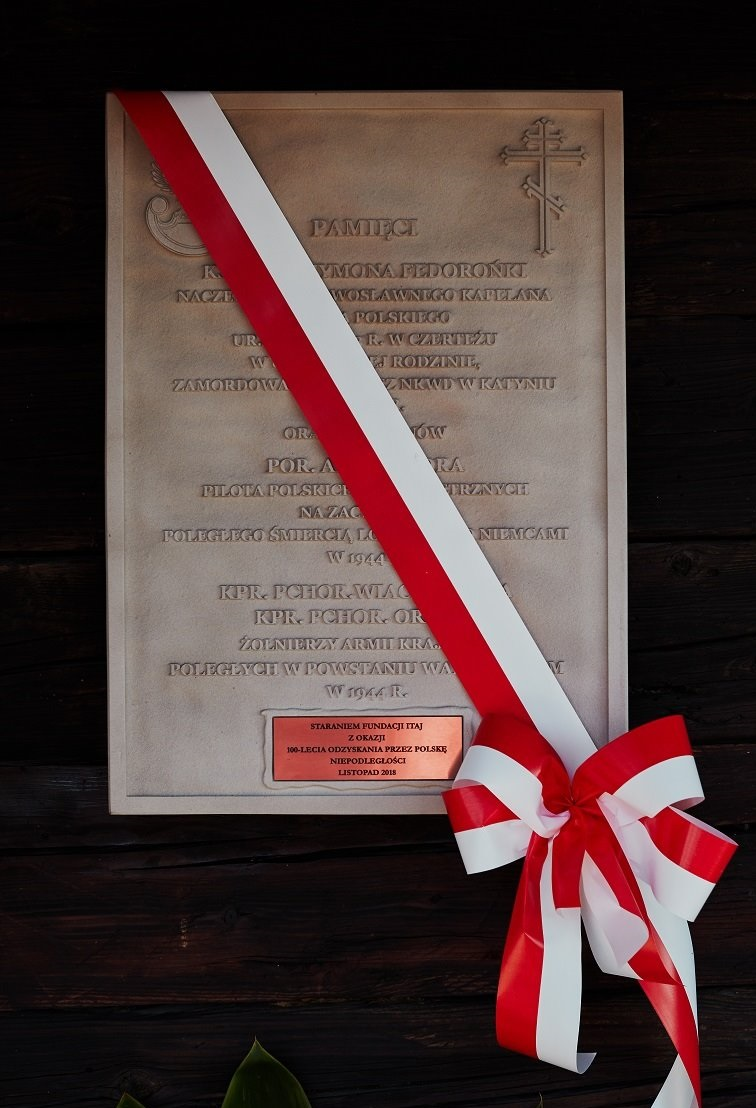
Tablica pamięci Fedorońków na Cerkwi w Czerteżu

Szymon Fedorońko (ur. 21 sierpnia 1893 w Czerteżu, zm. 30 kwietnia 1940 w Katyniu) – duchowny prawosławny, protoprezbiter, naczelny kapelan wyznania prawosławnego Wojska Polskiego, ofiara zbrodni katyńskiej. Kawaler Orderu Orła Białego.

## Życiorys
Szymon Fedorońko urodził się 21 sierpnia 1893 w Czerteżu pod Sanokiem. Był synem Michała, rolnika tamże) i Anastazji (lub Anny). Miał brata Stefana (ur. 1879).
Pierwotnie należał do Kościoła greckokatolickiego (unickiego). Uczył się w C. K. Gimnazjum w Sanoku, gdzie w roku szkolnym 1906/1907 jako repetent powtarzał I klasę, w 1907/1908 ukończył II klasę, w 1908/1909 ukończył III klasę, w 1909/1910 ukończył IV klasę, w 1910/1911 ukończył V klasę, w 1911/1912 nie ukończył VI klasy, zaś w trakcie roku szkolnego 1912/1913 jako uczeń VI klasy opuścił gimnazjum. Później ukończył prawosławne seminarium duchowne w Żytomierzu i tam uzyskał święcenia kapłańskie w 1914.
Podczas I wojny światowej i wycofaniu się wojsk rosyjskich z Galicji w 1915 wyjechał jako osoba cywilna do Kijowa i tam działał przy metropolicie Eulogiuszu, prowadzącego wówczas akcję przeciwunicką. Pracę w duszpasterstwie wojskowym rozpoczął w 1922 w stopniu kapelana ze starszeństwem z 1 czerwca 1919. W tym roku został szefem duszpasterstwa prawosławnego w Okręgu Korpusu Nr X w Przemyślu. Następnie służył w Okręgu Korpusu Nr II w Lublinie, gdzie w 1928 był szefem duszpasterstwa, a w 1932 pełnił funkcję dziekana. Później posługiwał w Okręgu Korpusu Nr I w Warszawie, gdzie od 1934 był dziekanem prawosławnym oraz p.o. naczelnego kapelana wyznania prawosławnego. 4 lutego 1934 został mianowany starszym kapelanem w duchowieństwie wojskowym z lokatą 1 w grupie wyznania prawosławnego, z jednoczesnym powierzeniem obowiązków referenta w Głównym Urzędzie Duszpasterstwa Prawosławnego w Biurze Wyznań Niekatolickich Ministerstwa Spraw Wojskowych. Wkrótce potem został szefem tego urzędu. Objął funkcję etatowego naczelnego kapelana wyznania prawosławnego.  Jako ksiądz protoprezbiter w listopadzie 1935 celebrował w garnizonowej cerkwi prawosławnej na warszawskiej Pradze pierwsze w odrodzonej Polsce nabożeństwo w języku polskim. Na stopień dziekana został mianowany ze starszeństwem z 19 marca 1937 i 1. lokatą w duchowieństwie wojskowym wyznania prawosławnego.
Duchowny przewodził utworzonemu w 1935 Stowarzyszeniu Polaków Prawosławnych, a w 1938 z jego inicjatywy powołano Prawosławny Instytut Naukowo-Wydawniczy. Obie struktury wspierały władze II RP w walce z ruchami na rzecz ukrainizacji i białorutenizacji Polskiego Autokefalicznego Kościoła Prawosławnego. Od 1937 był protoprezbiterem Wojska Polskiego. Pod koniec lat 30. uchodził za nieformalnego doradcę metropolity warszawskiego i całej Polski Dionizego.
Po wybuchu II wojny światowej w 1939, kampanii wrześniowej i agresji ZSRR na Polskę został wzięty do niewoli sowieckiej. Przebywał w więzieniu w Moskwie, po czym 11 kwietnia 1940 trafił do obozu jenieckiego w Kozielsku (według innej wersji on i inny prawosławny kapelan ks. Wiktor Romanowski byli więzieni w Starobielsku). 28 kwietnia 1940 został przekazany do dyspozycji naczelnika Zarządu NKWD Obwodu Smoleńskiego – lista wywózkowa 052/4 z 27 z kwietnia 1940. 30 kwietnia 1940 zamordowany w Katyniu przez funkcjonariuszy Obwodowego Zarządu NKWD w Smoleńsku oraz pracowników NKWD przybyłych z Moskwy na mocy decyzji Biura Politycznego KC WKP(b) z 5 marca 1940. Ofiary tej zbrodni grzebano w bezimiennych mogiłach zbiorowych, gdzie od 28 lipca 2000 mieści się oficjalnie Polski Cmentarz Wojenny w Katyniu. W miejscu tym prowadzone były ekshumacje i prace archeologiczne. Zidentyfikowany podczas ekshumacji nadzorowanych przez Niemców w 1943 pod numerem 2713 – dosłownie określony jako Fezazonko Szymon (raport dzienny z 22 maja 1943). Przy jego szczątkach w mundurze znaleziono kwit na odebrane rzeczy. Figuruje na liście Komisji Technicznej PCK pod numerem 02713 wskazany jako Fezazońko Szymon.

## Rodzina
W 1914 poślubił Wierę Kislinger (1897–1982), z którą miał trzech synów: Aleksandra (ur. 1918), Wiaczesława (ur. 1920) i Oresta (ur. 1922). Do wybuchu wojny mieszkali w Warszawie przy ulicy Koszykowej). Wszyscy trzej byli wychowankami Praskiego Gimnazjum im. Króla Władysława IV. 
Aleksander przedostał się do armii polskiej na Zachodzie i służył jako lotnik w dywizjonie bombowym nr 300 w Wielkiej Brytanii; zginął wiosną 1944 podczas bombardowania Mannheim w Niemczech. 
Orest i Wiaczesław byli żołnierzami Armii Krajowej. walczyli w Powstaniu Warszawskim: podchorąży Orest (ps. „Fort”) zginął w pierwszym dniu powstania na placu Dąbrowskiego, kpr. pchor. Wiaczesław (ps. „Sławek”) zginął 18 sierpnia. W 1947 przed Obwodowym Urzędem Inwalidzkim w Rzeszowie toczyło się postępowanie w sprawie uznania za zaginionego Szymona Fedorońki po zgłoszeniu przez Wierę Fedorońko roszczenia o zaopatrzenie inwalidzkie. 
Symboliczny grób rodziny Fedorońków znajduje się na cmentarzu prawosławnym na warszawskiej Woli (sektor 42-4-38).

## Ordery i odznaczenia
- Order Orła Białego (pośmiertnie, 6 listopada 2018)[40][41]
- Złoty Krzyż Zasługi[3]
- Srebrny Krzyż Zasługi (19 marca 1931)[42]
- Medal Dziesięciolecia Odzyskanej Niepodległości[3]
- Brązowy Medal za Długoletnią Służbę[3]
- Medal Zwycięstwa (przed 1937)[43]

## Upamiętnienie
8 listopada 2008 przy al. „Solidarności” w Warszawie, w pobliżu soboru metropolitalnego Świętej Równej Apostołom Marii Magdaleny i VIII LO im. Władysława IV, został odsłonięty kamień upamiętniający kapelana Szymona Fedorońkę oraz jego synów Aleksandra, Wiaczesława i Oresta. Odsłonięcia dokonali wspólnie córka Wiaczesława Fedorońki Aleksandra Fedorońko-Adamczewska i Prezydent RP Lech Kaczyński, a poświęcenia pomnika dokonali metropolita warszawski i całej Polski Sawa, arcybiskup hajnowski Miron i biskup siemiatycki Jerzy.
5 października 2007 minister obrony narodowej Aleksander Szczygło mianował go pośmiertnie na stopień pułkownika. Awans został ogłoszony 9 listopada 2007 w Warszawie, w trakcie uroczystości „Katyń Pamiętamy – Uczcijmy Pamięć Bohaterów”.
8 października 2009, w ramach akcji „Katyń... pamiętamy” / „Katyń... Ocalić od zapomnienia”, w tzw. Alei Katyńskiej na Cmentarzu Centralnym w Sanoku został zasadzony Dąb Pamięci poświęcony Szymonowi Fedorońce (zasadzenia dokonali jego krewna Anna Słuszkiewicz i ks. Jan Antonowicz). Dąb Pamięci honorujący Szymona Fedorońkę został zasadzony także w Płocku.
Osoba Szymona Fedorońki oraz jego synowie byli wspomniani w treści przemówienia pt. „Wolność i Prawda”, przygotowanego przez prezydenta Lecha Kaczyńskiego i zaplanowanego na obchody 70. rocznicy zbrodni katyńskiej 10 kwietnia 2010 w Katyniu, które uniemożliwiła katastrofa polskiego Tu-154 w Smoleńsku.
12 maja 2019 w Kalwarii Pacławskiej, odbyła się uroczystość związana z odsłonięciem oraz poświęceniem tablicy pamiątkowej i Alei Dębów Pamięci Kapelanów Katyńskich przy kaplicy „Ukrzyżowanie”. Wśród 32 kapelanów wojskowych różnych wyznań, zamordowanych w Katyniu i innych miejscach kaźni w 1940, jest wymieniony płk Szymon Fedorońko.
Rosyjski teolog Andriej Kurajew twierdzi, że kanonizacji Szymona Fedorońki jako męczennika przeciwstawia się Rosyjski Kościół Prawosławny.
18 marca 2025 roku podczas wiosennej sesji Soboru Biskupów Polskiego Autokefalicznego Kościoła Prawosławnego podjęto decyzję o kanonizacji Męczenników Katyńskich – duchownych i wiernych polskiej Cerkwi zamordowanych przez NKWD wiosną 1940 roku, wśród których znalazł się o. płk Szymon Fedorońko.